# Nicole Kang
Pour les articles homonymes, voir Kang.
Nicole Kang, née le 30 juin 1993 à Los Angeles (Californie), est une actrice américano-sud-coréenne. Elle est notamment connue pour son rôle de Mary Hamilton / Poison Ivy dans la série télévisée Batwoman.

## Filmographie

### Cinéma
- 2019 : The Social Ones de Laura Kosann : Jane Zap
- 2019 : Swallow de Carlo Mirabella-Davis : Bev[2]
- 2020 : Ten Minutes to Midnight de Erik Bloomquist : Sienna

### Télévision
- 2018 : You : Lynn Lieser (10 épisodes)[3]
- 2019 : The Code : Seo-Yun
- 2019 : The Feels : Cline (2 épisodes)
- 2019 : Orange Is the New Black : Kiki (2 épisodes)
- 2019 : Two Sentence Horror Stories : Hana
- 2019 : Instinct : Stephanie
- 2019–2021 : Batwoman : Mary Hamilton / Poison Ivy (44 épisodes)
- 2020 : Acting for a Cause : Maria
- À venir : In the Cards : Lula